# Ottis Toole
Ottis Elwood Toole (Jacksonville, 5 marzo 1947 – Raiford, 15 settembre 1996) è stato un serial killer e piromane statunitense.

## Biografia

### Primi anni
La madre di Toole era una fanatica religiosa la quale, secondo quanto più tardi raccontato da Toole stesso, aveva abusato di lui, facendogli indossare abiti da ragazza e chiamandolo Becky; da ragazzo fu vittima di abusi da parte di altri parenti stretti, compresi la sorella maggiore oltre che di un vicino. La nonna materna era una satanista che da giovane lo esponeva alle varie pratiche e rituali satanici, compreso autolesionismo e disseppellimento di cadaveri, e fu soprannominato "il bambino del Diavolo".
Fu spesso indicato come affetto da un leggero ritardo mentale, con un quoziente d'intelligenza pari a 75. Si credeva, comunque, che quello probabilmente fosse il più alto punteggio che potesse raggiungere a causa della sofferenza di varie disabilità dell'apprendimento (compreso la dislessia e l'ADHD) e dall'essere analfabeta. Era anche affetto da epilessia, per cui aveva di frequente degli attacchi. Durante la sua infanzia, scappava spesso di casa e dormiva in case abbandonate. Fu un piromane sin dalla tenera età ed era sessualmente eccitato dal fuoco.
Nel documentario "Death Diploma", Toole affermò di essere stato forzato ad avere rapporti sessuali con un amico del padre quando aveva 5 anni. Scoprì di essere omosessuale quando aveva 10 anni, e affermò di aver avuto una relazione omosessuale con un ragazzo del quartiere quando aveva 12 anni. Toole abbandonò la scuola in prima superiore e cominciò a frequentare i bar gay. Affermò di essere stato anche un gigolò da giovane ed era conosciuto per vestirsi da donna. Affermò di aver commesso il suo primo omicidio a 14 anni, quando, dopo aver ricevuto delle avances da un viaggiatore, lo investì con la sua macchina. Fu arrestato per la prima volta all'età di 17 anni ad agosto del 1964 per vagabondaggio.
Molte informazioni riguardo Toole tra il 1966 e il 1973 non sono certe, ma si crede che si aggirasse a Sud-Est degli Stati Uniti e si mantenesse prostituendosi e mendicando. Mentre viveva in Nebraska, fu uno dei primi sospetti nell'omicidio, nel 1974, della ventiquattrenne Patricia Webb. Subito dopo lasciò il Nebraska e si stabilì per un po' a Boulder. Un mese dopo, diventò un primo sospettato nell'omicidio della trentunenne Ellen Holman, che fu uccisa il 14 ottobre 1974. Con molte accuse a suo carico, Toole lasciò Boulder e ritornò a Jacksonville.
All'inizio del 1975, Toole fece ritorno a Jacksonville dopo aver vissuto di stenti e aver fatto l'autostoppista per il sud degli Stati Uniti. Il 14 gennaio del 1976 si sposò con una donna di 25 anni più grande di lui che lo lasciò dopo tre giorni, quando scoprì la sua omosessualità.

### Omicidi
Nel 1976 Toole incontrò Henry Lee Lucas alla mensa dei poveri di Jacksonville, e subito svilupparono una relazione. Toole più tardi affermerà di aver accompagnato Lucas in 108 omicidi, qualche volta su richiesta di una setta chiamata "La Mano della Morte". I due si macchiarono degli omicidi più efferati, spesso senza apparente motivazione. Lucas affermò che Toole era solito prediligere le vittime di sesso maschile, e si dedicava al cannibalismo. Il killer più tardi ritrattò le sue confessioni, dicendo di aver fatto tali dichiarazioni solo per migliorare le sue condizioni di vita in cella. Il 12 gennaio 1982 Toole chiuse il sessantaquattrenne George Sonnenberg in casa sua e ne incendiò la casa, uccidendolo.

### Arresto e processi
Nell'aprile del 1983 Toole fu arrestato con l'accusa di incendio doloso a Jacksonville, Florida. Il 21 ottobre confessò l'omicidio, avvenuto nel 1981, del bambino di 6 anni Adam Walsh. Comunque la polizia, investigando sul caso, annunciò che non lo consideravano più un sospetto. John Walsh, padre di Adam, continuò tuttavia a sostenere che Toole fosse colpevole. Nell'ottobre del 1983 Toole disse alla polizia che aveva rapito Adam dal centro commerciale e che guidò per circa un'ora verso una strada isolata, dove lo decapitò. Gli investigatori raccolsero il tappeto macchiato di sangue dalla Cadillac bianca di Toole, ma i test del DNA non erano sufficientemente avanzati e gli investigatori non poterono dire se quello fosse il sangue di Adam e solo nel dicembre del 2008 la polizia risolse l'omicidio di Adam Walsh.
Nell'aprile del 1984 Toole fu processato e condannato a morte a Jacksonville, Florida per l'omicidio di Sonnenberg. Più tardi in quell'anno, Toole fu incolpato dell'omicidio del febbraio 1983 della diciannovenne Ada Johnson, residente a Tallahassee, Florida, e ricevette una seconda pena di morte; con l'appello, comunque, entrambe le sentenze furono tramutate in carcere a vita. Gli esperti al suo processo affermarono che Toole soffriva di schizofrenia. Mentre stava scontando la sua pena, Toole stette per un po' nella cella adiacente al serial killer Ted Bundy nel carcere di Raiford in Florida. Dopo l'incarcerazione, Toole si dichiarò colpevole di altri quattro omicidi nel 1991 e ricevette altre quattro sentenze a vita.
Nel 1984, Toole confessò due omicidi irrisolti a Nord-Ovest della Florida, compreso un omicidio sulla Interstate 10. Durante un'intervista, ammise di aver ucciso il diciannovenne David Schallart, un autostoppista che prese a Est di Pensacola, Florida. Il corpo di Schallart, riportante cinque ferite d'arma da fuoco nella parte sinistra della testa, fu trovato il 6 febbraio del 1980, approssimativamente a 125 piedi in direzione Est della corsia I-10, a cinque miglia da Chipley, Florida. La seconda confessione coinvolse la morte di Ada Johnson. Toole confessò di averle sparato alla testa su una strada fuori da Fort Walton Beach, Florida dopo averla presa in un night club a Tallahasse.

### Morte
Il 15 settembre del 1996, all'età di 49 anni, Ottis Toole morì in prigione a causa di una cirrosi epatica; fu sepolto nel cimitero della prigione e nessuno reclamò il suo corpo.